# ArchNet

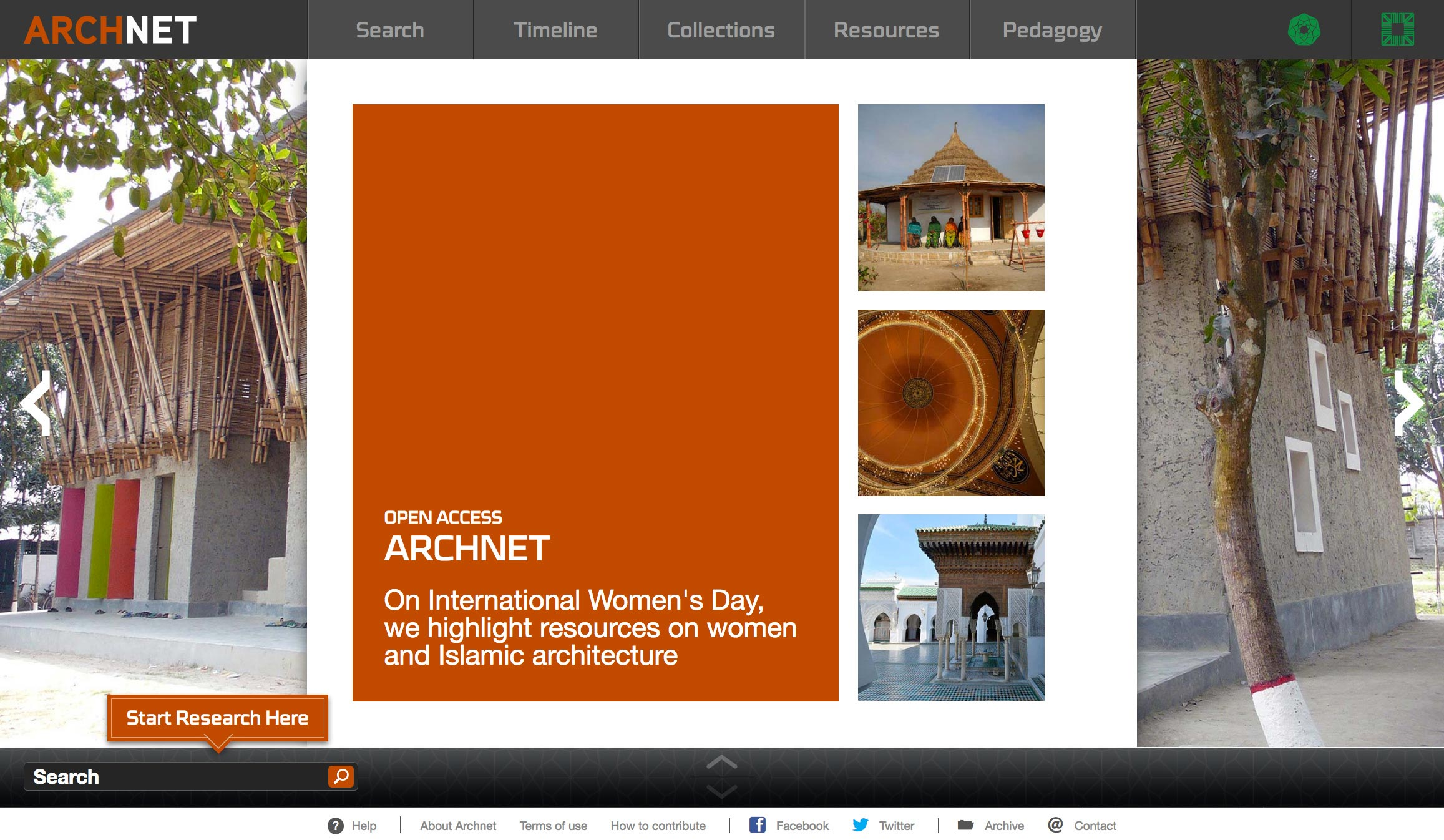
Captura de pantalla de ArhcNet, base de datos en línea de arquitectura internacional

ArchNet es el banco de datos en línea de arquitectura internacional más grande del mundo. Fue desarrollado en la Universidad de Texas en Austin y la escuela de arquitectura y planeación del Instituto Tecnológico de Massachusetts en cooperación con el Aga Khan Trust for Culture. Proporciona a los usuarios recursos sobre arquitectura, diseño urbano y desarrollo en el mundo musulmán de forma gratuita.

## Historia
ArchNet es una iniciativa de la Aga Khan Trust for Culture, una de las agencias de la Aga Khan Development Network (AKTC). A través de diversos programas, asociaciones e iniciativas, el AKTC pretende mejorar el entorno construido en Asia y África donde hay una importante presencia musulmana, ArchNet complementa la labor haciendo sus recursos digitalmente accesibles en todo el mundo. El concepto de ArchNet fue ideado en 1998, durante una serie de conversaciones entre el Aga Khan IV; Charles Vest, el presidente del Instituto Tecnológico de Massachusetts; y el decano de la escuela de arquitectura y planeación del MIT, William Mitchell.
El sitio web fue lanzado oficialmente el 27 de septiembre de 2002 por Lawrence Summers, entonces presidente de la Universidad de Harvard; Charles Vest, entonces presidente del MIT; y el Aga Khan. Cuenta con más de 75nbsp;000 usuarios, el 50 % de los cuales son estudiantes o profesores, representando a más de 150 países, y un promedio de más de 5000 visitantes al día.